# Kriegerdenkmal (Bures-sur-Yvette)

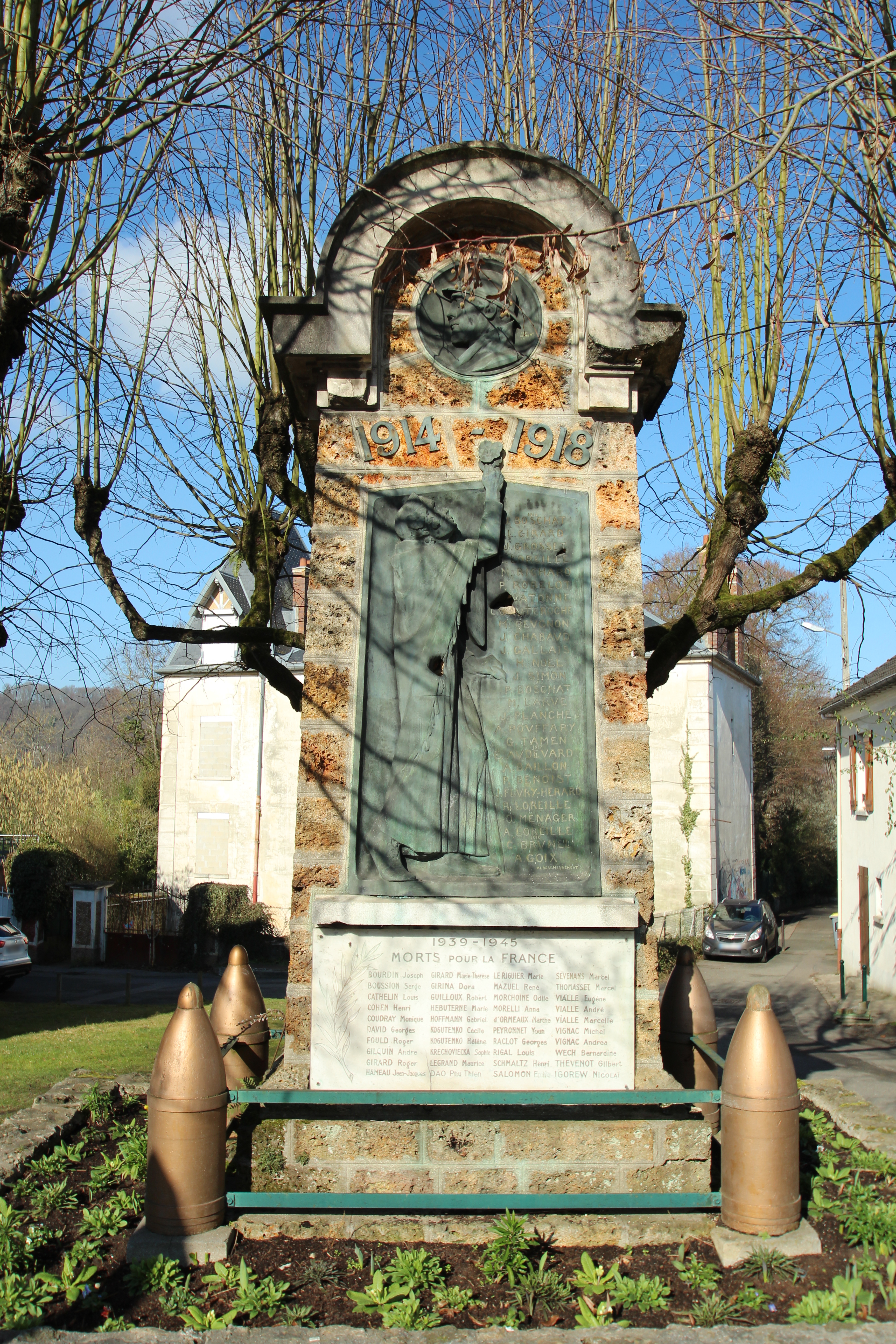
Kriegerdenkmal in Bures-sur-Yvette

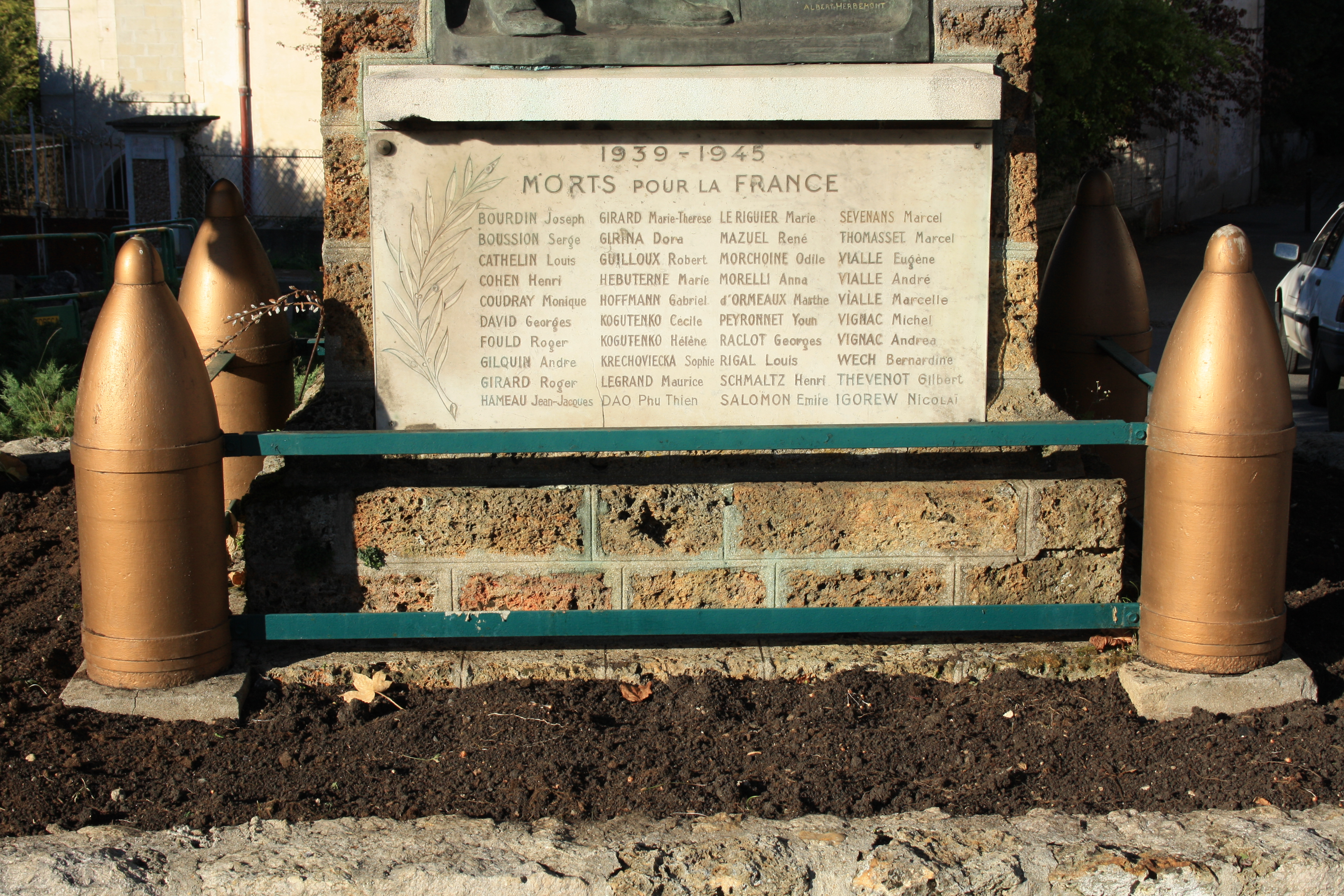
Namenstafel der im Zweiten Weltkrieg Gefallenen

Das Kriegerdenkmal in Bures-sur-Yvette, einer französischen Gemeinde im Département Essonne in der Region Île-de-France, wurde 1920 errichtet. Das Kriegerdenkmal an der Rue Charles de Gaulle, neben der Kirche Saint-Matthieu, erinnert an die Militärangehörigen aus Bures-sur-Yvette, die im Ersten und Zweiten Weltkrieg gefallen sind. Ebenso wird der zivilen Opfer eines Bombenangriffs der Royal Air Force am 15. Juni 1944 gedacht, bei dem 17 Menschen getötet wurden.
Die bronzene Skulptur in der Mitte des Denkmals wurde vom Bildhauer Albert Herbemont (1874–1953) geschaffen.